# Sen Çal Kapımı
Sen Çal Kapımı (no Brasil: Será Isso Amor?) é uma telenovela turca estrelada por Hande Erçel e Kerem Bürsin. Estreou oficialmente na Fox em 8 de julho de 2020 e concluída em 8 de setembro de 2021.

## Resumo das temporadas

### Primeira Temporada
Eda Yıldız mora com sua tia e trabalha na floricultura da família. Ela quer estudar e ter uma boa carreira, mas não consegue concluir sua graduação na faculdade de arquitetura paisagística por causa de Serkan Bolat. Ele é o dono de um renomado escritório de arquitetura, que oferece bolsas de estudo, mas que acaba as cancelando. Ela conhece Serkan Bolat em uma cerimônia de formatura e com raiva, algema-se a ele. Serkan tem uma ex-namorada, Selin, que ficou noiva recentemente após o rompimento deles. Para recuperá-la, Serkan oferece a Eda um contrato no qual ela deve fingir ser sua noiva por dois meses e em troca ele pagará viagem, alimentação, estudo e estadia na Itália. Inicialmente, ela rejeita a oferta, porém acaba aceitando, contanto que ele lhe dê um emprego em sua empresa. Com o passar do tempo, o casal vai desenvolvendo um sentimento de amor mútuo e após altos e baixos no relacionamento, Serkan descobre que está com câncer.  

### Segunda Temporada
Serkan Bolat e Eda Yıldız passam por momentos difíceis durante o tratamento de câncer de Serkan, que fica obcecado com sua doença e 
vira um homem completamente diferente após a cura, despertando o medo do apego emocional. Isto acaba atrasando várias vezes seu casamento com Eda, além de recusar completamente a ideia de ser pai. Serkan volta a se concentrar apenas em seu trabalho, que aos poucos o afasta de Eda. Mais tarde, ela vai para a Itália para concluir seus estudos, enquanto ele continua com sua vida. Quando o casal finalmente se reencontram após cinco longos anos, a vida tem uma surpresa para ambos: Eda tem uma filha chamada Kiraz.

## Episódios
| Temporada | Temporada | Episódios | Episódios | Originalmente exibido | Originalmente exibido |
| Temporada | Temporada | Episódios | Episódios | Estreia da temporada  | Final da temporada    |
| --------- | --------- | --------- | --------- | --------------------- | --------------------- |
|           | 1         | 39        | 39        | 8 de julho de 2020    | 17 de abril de 2021   |
|           | 2         | 13        | 13        | 9 de junho de 2021    | 8 de setembro de 2021 |

## Exibição no Brasil
No Brasil, a novela foi lançada aos poucos pelo serviço de streaming Max. Cinco episódios chegavam de uma vez toda sexta-feira no streaming a partir do dia 4 de abril de 2022. A segunda temporada foi lançada no Brasil no dia 19 de setembro de 2022. A telenovela logo se tornou um sucesso no país, mesmo sem dublagem. A versão da dublagem em português chegou apenas em janeiro de 2023.
Foi exibida pela primeira vez pelo TNT Novelas entre 26 de junho de 2023 à 18 de fevereiro de 2024, em 161 capítulos, sendo substituída por Esqueça-me Se Puder. Foi uma das primeiras telenovelas do novo canal.
Foi exibida pela segunda vez pelo TNT Novelas entre 04 de novembro de 2024 a 16 de junho de 2025 substituindo Iludida entre os dias 17 a 20 de junho foram reapresentados os seus quatro últimos capítulos até ser substituída por Esqueça-me Se Puder.
Originalmente, a comédia romântica contém apenas 52 capítulos, mas foi reeditada pela distribuidora Madd Entertainment para a versão internacional, a qual contém capítulos mais curtos com um total de 161 episódios, sendo 121 da primeira temporada e 40 da segunda.

## Elenco

### Personagens principais
- Hande Erçel como Eda Yıldız (episódios 1–52)

Sonhadora e apaixonada por flores, Eda convive com a dor da perda prematura dos pais. Ela tem um inimigo ferrenho: Serkan Bolat, que cancelou sua bolsa de estudos, impedindo-a de se formar como arquiteta paisagista e estudar na Itália. Por isso ela trabalha na floricultura da tia, que a criou e que a trata como se fosse sua própria filha. As duas dividem a casa com a amiga de infância de Eda, Melo.
- Kerem Bürsin como Serkan Bolat (episódios 1–52)

Hipocondríaco, obsessivo, frio e viciado em trabalho, Serkan Bolat é um rico arquiteto de renome internacional e dono da Art Life. Com a intenção de impedir o casamento de sua ex-namorada, Selin, ele propõe a Eda fingir ser sua namorada por dois meses e em troca, ele devolverá sua bolsa de estudos.

### Personagens coadjuvantes
- Anil Ilter como Engin Sezgin (episódios 1-52), o melhor amigo de Serkan e trabalham juntos na Art Life. É casado com Piril.
- Başak Gümülcinelioğlu como Piril Baytekin (episódios 1–52), amiga de Serkan que mais tarde, também se aproxima de Eda. Ela é casada com Engin Sezgin.
- Elçin Afacan como Melek Yucel / Melo (episódios 1–52), amiga íntima de Eda e também colega de casa.
- Melisa Döngel como Ceren Bașar (episódios 1–37), amiga de Eda. É advogada assim como sua família.
- M. Sitare Akbas como Figen Yildirim / Fifi (episódios 1-28), uma das amigas de Eda.
- Bige Önal como Selin Atakan (episódios 1–22, 29–38), ex-namorada e amiga de infância de Serkan, é a Relações Públicas da Art Life e sócia nos negócios da família construídos por seus pais.
- Cagri Citanak como Ferit Simsek (episódios 1-39), noivo de Selin e o motivo do noivado falso de Eda e Serkan.
- Ilkyaz Arslan como Leyla Haktan (episódios 1-39), assistente de Serkan.
- Sarp Bozkurt como Erdem Sangay (episódios 1-52), assistente de Engin.
- Evrim Dogan como Ayfer Yildiz (episódio 1-52), tia de Eda.
- Neslihan Yeldan como Aidan Bolat (episódios 1-52), mãe de Serkan.
- Maya Başol como Kiraz (episódios 40–52), filha de Serkan e Eda.
- Sinan Helvacı como Burak Balcı (episódios 40–52), amigo próximo de Eda, que está secretamente apaixonado por ela.
- İsmail Ege Şaşmaz como Kaan Karadağ (episódios 1–10), um velho amigo de faculdade de Serkan, que está competindo com ele.

#### Participações
- Ali Ersan Duru como Efe Akman (episódios 13–21), arquiteto conceituado no exterior que será sócio da empresa de Serkan.
- Hakan Karahan como Alexander Zucco (episódios 24–27, 29–34)
- Ayşegül İşsever como Semiha Yıldırım (episódios 23–28), avó de Eda pelo lado paterno. Extremamente rica, não aprecia seu vínculo com Serkan Bolat.
- Buğrahan Çayır como Tahir (episódios 23–28)
- İlayda Çevik como Balça Koçak (episódios 22–28), será brevemente a Relações Públicas da Art Life e antagonista de Eda.
- Mert Öcal como Prens Seymen (episódios 25–26)
- Sarp Can Köroğlu como Deniz Saraçhan (episódios 29–37), amigo de Eda desde o ensino fundamental, está secretamente apaixonado por ela.

## Recepção
Durante a exibição de seu episódio final na Turquia em 8 de setembro de 2021, Sen Çal Kapımı tornou-se o episódio de televisão mais comentado da história do Twitter, estabelecendo mais de 8.4 milhões menções, batendo o recorde do episódio The Long Night de 2019, pertencente a série estadunidense Game of Thrones.
Na Itália, Sen Çal Kapımı estreou em 2021 pelo Canale 5, obtendo bom desempenho,. sendo confirmada a exibição de sua segunda temporada em setembro do mesmo ano. Na Espanha, a telenovela foi ao ar inicialmente na Telecinco, entretanto, após obter visualizações abaixo das expectativas, foi transferida para Divinity, sendo exibido à tarde, onde destacou-se, sendo considerada um "talismã de verão" do ano de 2021. Em 4 de abril de 2022, Sen Çal Kapımı estreou no Brasil através do serviço de streaming HBO Max, como a primeira telenovela a ser inserida no catálogo do país. Seu êxito com a exibição de cinco capítulos semanais, fez com que Sen Çal Kapımı figurasse em primeiro lugar entre as produções mais assistidas da HBO Max Brasil. Com isso, o serviço de streaming decidiu reeditar os episódios para diminuir a duração de cada um, a fim de prolongar seu período de estreia de novos episódios. A seguir, foi escolhida com uma das primeiras telenovelas a serem exibidas pela recém-criada emissora por assinatura TNT Novelas, a partir de 26 de junho de 2023. Em Portugal, se tornou a primeira produção turca emitida pelo canal Star Life, que assim passou a ser o 7.ª canal dirigido ao mercado português a incluir produções turcas na sua programação habitual.

## Transmissão internacional
| País                 | Emissora             | Título                                           | Ref.                 |
| -------------------- | -------------------- | ------------------------------------------------ | -------------------- |
| África do Sul        | eExtra               | #DisComplicated                                  |                      |
| Albânia              | TV Klan              | Dashuria është në ajër                           | [ 16 ]               |
| Argentina            | HBO Max              | ¿Será que Es Amor?                               |                      |
| Argentina            | Telefe               | Eda y Serkan: ¿será que es amor?                 | [ 17 ]               |
| Bangladesh           | Channel i            | জারা আবির                                           |                      |
| Brasil               | HBO Max/TNT Novelas  | Será Isso Amor?                                  | [ 18 ] [ 14 ]        |
| Bulgária             | bTV Lady             | Почукай на вратата ми (Knock on my door)         |                      |
| Chéquia              | Prima Love           | Láska klepe na dveře ("Love knocks on the door") | [ 19 ]               |
| Chile                | HBO Max              | ¿Será que Es Amor?                               |                      |
| Colômbia             | HBO Max              | ¿Será que Es Amor?                               |                      |
| Croácia              | RTL/RTL Kockica      | Miriše na ljubav                                 |                      |
| Eslováquia           | TV Doma              | Láska na prenájom ("Love for rent")              |                      |
| Eslovênia            | POP TV               | Ko potrka ljubezen                               |                      |
| Espanha              | Telecinco/Divinity   | Love is in the Air                               | [ 3 ]                |
| Estados Unidos       | Telemundo            | Love is in the Air                               |                      |
| Hungria              | RTL                  | Szerelem van a levegőben (Love in the air)       |                      |
| Índia                | MX Player            | Love is in the Air                               |                      |
| Irão                 | MBC Persia           | عشق مشروط                                        |                      |
| Israel               | Torkis drama cannhel | הקש על דלתי (Knock on my door)                   |                      |
| Itália               | Canale 5             | Love is in the Air                               | [ 20 ] [ 21 ] [ 22 ] |
| Lituânia             | LNK                  | Pabelsk į mano širdį ("Knock on my heart")       |                      |
| México               | HBO Max              | ¿Será que Es Amor?                               |                      |
| Paquistão            | Urdu 1               | Dastak Meray Dil Pay                             |                      |
| Polónia              | WP                   | Zapukaj do moich drzwi                           |                      |
| Porto Rico           | HBO Max/Mega         | Me Robaste el Corazon                            |                      |
| Portugal             | Star Life            | Love is in the Air                               |                      |
| República Dominicana | HBO Max              | ¿Será que Es Amor?                               |                      |
| Roménia              | Acasă Gold           | Dragostea plutește în aer                        |                      |
| Rússia               | Subbotatv            | Постучись в мою дверь                            |                      |
| Sérvia               | Prva                 | Pokucaj na moja vrata                            |                      |